# Paige Spara
Paige Spara, née le 9 août 1989 à Washington (Pennsylvanie), est une actrice américaine.
Elle est connue pour son rôle de Lea Dilallo dans la série télévisée américaine Good Doctor (depuis 2017),.

## Biographie
Paige Spara est née le 9 août 1989 à Washington en Pennsylvanie. Elle est la fille de Kevin Spara, propriétaire du Kevin's Hair Salon, et de Kim Spara, dentiste. Elle a une sœur aînée, Taylor, et un frère cadet, Jesse.
Elle commence à jouer à l'âge de 12 ans lorsqu'elle rejoint Kids' Theatre Works. Elle continue de jouer au Washington High School, où elle est diplômée en 2008. Elle se perfectionne ensuite au Pittsburgh Community Theater et à l'Irondale Theater de New York.
Elle fréquente la Point Park University (en) de Pittsburgh pendant deux ans, où elle étudie le théâtre, avant d'être transférée au Marymount Manhattan College, où elle est diplômée en interprétation théâtrale en 2012.
Avant de décrocher son premier rôle à la télévision, elle apparaît dans des publicités pour Forevermark Jewelry, Sally Hansen et Volkswagen Golf. Elle est également guide de visite en bus Gossip Girl à New York. Son image holographique est projetée pour accueillir des visiteurs et des voyageurs à l'aéroport international de Washington-Dulles en Virginie. Après avoir obtenu son diplôme universitaire, elle déménage à Los Angeles et passe deux ans à auditionner.

### Carrière
Après des rôles dans les courts métrages Prospect Street en 2010, et What Showers Bring et After the Hurricane en 2014, elle décroche son premier rôle principal en 2015 dans la série télévisée d'ABC Family, Kevin from Work, où elle interprète Audrey Piatigorsky. La série dure 10 épisodes jusqu'à ce qu'elle soit officiellement annulée la même année.
En 2017, elle a un petit rôle de serveuse dans le film Un cœur à prendre, aux côtés de Reese Witherspoon. Peu après, elle décroche un rôle récurrent dans la série télévisée, Good Doctor, une série médicale et dramatique portée par Freddie Highmore qui interprète un jeune docteur autiste savant. Elle joue le rôle de Lea Dilallo, la voisine de palier de Shaun Murphy. Elle devient ensuite un des personnages principaux à partir de la deuxième saison. En France, le show est diffusé en première partie de soirée sur TF1,. 
Elle a aussi travaillé sur un podcast intitulé The Inbetween.

## Filmographie

### Cinéma
- 2010 : Prospect Street : Camilla (court métrage)
- 2014 : What Showers Bring : Leah (court métrage)
- 2014 : After the Hurricane : Charlie (court métrage)
- 2015 : Audition : elle-même (documentaire)
- 2017 : Un cœur à prendre : la serveuse
- 2019 : She's in Poland : Mallory
- 2019 : Stale Ramen : Charlotte (court métrage)

### Séries télévisées
- 2015 : Kevin from Work : Audrey Piatigorsky (rôle principal -10 épisodes)
- 2017-2024 : Good Doctor : Lea Dilallo (rôle récurrent saison 1, principal à partir de la saison 2)

### Clip vidéo
- 2017 : I Like Me Better, de Lauv

## Voix françaises
En France, Adeline Moreau est la voix française de Lea Dilallo dans :
- Good Doctor (série télévisée)[10]